# 凱旋 (DC漫畫)
凱旋（英語：Triumph）是一名DC漫畫旗下的虛構超級英雄，最初登場於《美國正義聯盟》#92（1994年9月），由馬克·瓦德、布萊恩·奧古斯丁及霍華·波特創作，雖然該角的創作大多由克里斯多夫·普利斯特所構想。此外，凱旋和名稱相似的黃金時代英雄勝利隊長是截然不同的角色（同屬DC漫畫）。
正義聯盟原始領導人和創始成員的凱旋多年來一直迷失在時間流中並被盟友遺忘。他在《零時》之後回到了現代並因失去了自己的地位而陷入掙扎。回歸後，他曾是正義聯盟特遣部隊的成員。
該角推出的幾年後，普利斯特透露，凱旋一角部分取自DC創意服務總監尼爾·波茲納爾，「他的諷刺是：凱旋總是對的...這也是為何同胞英雄會那麼討厭他...而將總是對的尼爾寫在某處。他是的，在今天結束時，尼爾被證明是對的。最重要的是，這個事實讓許多工作人員無法理解。」

## 歷史
凱旋的本名為威廉·麥金泰爾（William MacIntyre，有時拼寫為）被塑造成一名頭腦冷靜、傲慢、自大的人，他認為自己「否定了自己的命運」而成為地球上最偉大的英雄之一。透過在《美國正義聯盟》#92、《正義聯盟特遣部隊》#16和《國際正義聯盟》（第二卷）#68中的追溯，凱旋被表明一直是正義聯盟的創始成員及領導者，但之後發生了某事件而被眾人遺忘。
DC漫畫的粉絲最初不喜歡該角；作者克里斯多夫·普利斯特和編輯布萊恩·奧古斯丁決定讓角色們也不喜歡他來在故事中的發揮作用。

## 人物
威廉·麥金泰爾的父親為邪惡科學家寇貝特博士（Dr. Cobalt）工作，這使他和母親過著提心吊膽的生活。當他父親的雇主與首任時俠作戰時，威廉從一次磁力爆炸中救了時俠一命。那名英雄告訴年輕的威廉要從父親的錯誤中吸取教訓，所以威廉決定成為一名英雄並取名為「凱旋」。之後，當他發現了外星船艦降臨並企圖「開採」地球的磁場時，凱旋決定挺身而出展開自己的首次英雄活動，並召集了各路英雄組成正義聯盟。在他與剛成立的正義聯盟之首次任務中，凱旋似乎「拯救了世界」，但卻引發了時間位移效應，導致敵方外星人和他自己在時間流中消失而沒有人對他有任何記憶，且凱旋原本的同伴現在都已是退休人士。

### 回歸
十年後，因《零時》的結果，凱旋回到了現代。他最終加入了美國正義聯盟，特別是正義聯盟特遣部隊。凱旋在《正義聯盟特遣部隊》中，曾與光束俠建立起牢固的關係（同為同性戀英雄），並拯救了吉普賽的生命；雖然凱旋在事後表示她死於自己對於死亡的恐懼之中，且認為如果他不救她的話就會「看起來很糟」。凱旋對於正義聯盟特遣部隊任務不頻繁而感到不滿意，並建立了屬於自己的第二個團隊，以鎖定暴力犯罪的肇事者並完全瓦解他們的組織。他的態度最終讓自己被趕出正義聯盟特遣部隊。或能看出因凱旋時常沒有問過領導人喬恩·瓊斯而擅自行動，卻遭對方開除。
在《正義聯盟特遣部隊》#30中，凱旋收到了來自奈隆雕刻的黑色惡魔蠟燭，這能讓他重新獲得失去的十年（以他的靈魂作為交換）。但奈隆告訴他如果該蠟燭被點燃時，時間將會再次改變，這可能會消除他在正義聯盟特遣部隊大部分的時光。在《正義聯盟特遣部隊》最後一期的#37中，凱旋試圖彌補喬恩並承認他對聯盟舉辦的聖誕派對之憤怒。沮喪和厭倦了自己失敗的職業生涯的他考慮點燃蠟燭，但吉普賽不知為何卻說服他離開蠟燭，並表示他救了她的生命。凱旋決定他的生命可能還有意義並回去與喬恩交談；但此時，光束俠與吉普賽無意中點燃了他的蠟燭以作為紀念。為此，凱旋取回了自己失去的十年，但發現聯盟卻和以往一樣，即使沒有他的存在，吉普賽仍然活著。

### 墮落
1990年代，在DC進行復活《JLA》系列的期間，凱旋陷入了貧困和低潮，且將偷來的聯盟物品賣給了超級反派以支付自己的租金。此時，感到憤怒、痛苦和絕望的他受到了一個名為里克茲（Lkz）的邪惡五維生物的影響，而對他的前正義聯盟特遣部隊盟友光束俠與吉普賽進行精神控制，並襲擊了新改革的美國正義聯盟。他相信自己正利用此力量來擊潰幫前的美國正義聯盟，好使「他的」能介入其中，但里克茲卻只想摧毀這個世界。在美國正義協會與美國正義聯盟的聯合下制服了凱旋，而里克茲則被強尼雷霆的雷霆結合成一個新的紫色雷霆。
在他發動的攻擊中，凱旋表達了對聯盟所謂的精英主義上的不滿，並指責聯盟在「頭條新聞」回歸後無視他的團隊，以及（在《JLA》#30中）聲稱水行俠沒照顧好吉普賽（吉普賽曾在「底特律」聯盟中與水行俠組隊），且忽視了她和自己在過去中的「夢想」。對於凱旋的聲明而感到震撼的超人告訴他，他是個「優秀的盟友」且如果他只是簡單地提問，那自己表達「隨時歡迎」的立場。
在該故事線結束時，幽靈將凱旋凍結成冰並準備用錘子砸碎他，但被感到同情的天使扎烏列所阻止。被凍結的凱旋存放於正義聯盟總部中，象徵著「JLA的創始成員」以作為紀念。該故事的作者葛蘭·莫里森後來摧毀了總部，但忘了交代凱旋的下場；幾年後，該角被證實已死亡。

### 後來提及
在凱旋去世幾年後，據透露，他留下了一名不知何時誕生的兒子強納森（Jonathan）。在大學抗議建造核子反應爐期間，發瘋的強納森就曾表現出與他父親相似的超人類力量。並在橫衝直撞下殺死了包括女友克莉絲汀（Christie）在內的十九人後，強納森遇見了超人及少年悍將的酷姬。這兩個人利用酷姬的能力進入強納森的腦海中，並在那得知由於凱旋生前曾遭排除於時間流且之後又回歸於現代，加上至尊小超人在《無限危機》中引起的歷史變動而造成強納森陷入瘋狂。酷姬最後以化身為凱旋的形象而擊敗了強納森，同時以此說服了對方停止其殺戮行為。之後，強納森在一道耀眼的光芒中消失，且他在此後的下場如何也不得而知。
光博士在與紀美代·霍西於《極黑之夜》的戰鬥中曾簡要提到了凱旋。光博士用嘲諷性的語氣形容像凱旋這樣厲害的那些英雄在去世後很快就被人遺忘，而他也表示這將是紀美代的命運。

### 三位一體
在2009年的《三位一體》系列中，因蝙蝠俠、超人和神力女超人組成的三位一體而扭曲的現實而使凱旋還活在世上。此時，他是國際正義聯盟的成員，並與同胞英雄們及另一名受到三位一體影響的角色——明日女俠有著友情的關係。鷹俠告訴他們，根據真實的時間線，他們應該已死去，但凱旋仍努力將該時間線恢復原狀。
在與黑暗奧秘（Dark Arcana）的戰鬥中，凱旋為了救明日女俠而受了致命傷。最後，他死在明日女俠的懷裡，並想知道她是否能看到他們努力奮鬥後的世界。明日女俠向他承諾，自己得要活得夠久才能看到它。

## 能力
雖然沒有的敘述，但能看出凱旋擁有能操縱電磁波譜的超能力。這種力量賦予他所謂的「360度的超感官」，或能利用電磁來達成接觸感應的能力。凱旋憑藉這種能力能夠「聽見」電視、無線電的信號及解析通訊衛星。凱旋還能高超地操縱電磁能量；超人表示，凱旋甚至能藉由將從細胞到其他身體部位中的太陽能切斷來殺死超人。
凱旋也能利用電磁能量作為攻擊手段。如他會將能量儲存於手中並透過金屬線路來將其作為強大的電流釋放而出。此外，他的英雄服裝能為自己提供一定程度的保護，避免過強的能量傷到自身。
除了能量操縱外，凱旋本身也具備了高水準的體力、速度及刀槍不入的身體素質。

## 外部連結
- Digital Priest archive of the script for Triumph #1
- Christopher J. Priest essay on Triumph (archived)
- Triumph at the DC Database Project
- 漫画书数据库：Triumph